# Quinchilca
Quinchilca corresponde a una localidad rural en la comuna de Los Lagos, Provincia de Valdivia, Región de Los Ríos, Chile.

## Historia

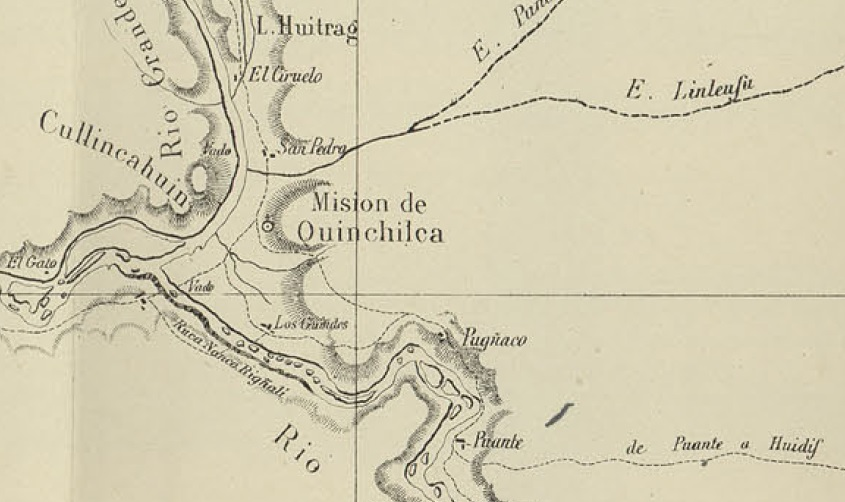
Misión de Quinchilca en el Mapa de la expedición de Francisco Vidal Gormaz en 1869

Durante el periodo de la Conquista de Chile Quinchilca era un asentamiento mapuche-huilliche. En este contexto, en 1581 los conquistadores españoles llegan a este lugar y fundan un fuerte sobre los barrancos de la ribera izquierda del río Quinchilca para defender el camino que comunicaba hasta Arique. Este asentamiento se mantiene en el lugar hasta 1599, cuando es abandonado en el contexto del levantamiento indígena y destrucción de las siete ciudades del sur.
El fuerte es reconstruido por los españoles en 1676, como apoyo a la recientemente refundada ciudad de Valdivia. Esta nueva fortificación permaneció en uso por las fuerzas españolas hasta 1820, cuando fue abandonado luego de la toma de la bahía de Corral por parte de las fuerzas patriotas.
En el año 1774 la comunidad indígena estaba dirigida por el lonco Antillanca quien solicitó apoyo a los españoles, reuniéndose con ellos y con el lonco Teuquiñir en las cercanías del río Licanleufú el 29 de julio de 1777. En esta reunión, junto con hablarles acerca de la supuesta existencia de la Ciudad de los Césares, se funda la Misión de Quinchilca, que es autorizada por el gobernador Agustín de Jáuregui dos años después.
La Casa Misional antigua fue construida con lajas de micasquita, pero se destruyó con el terremoto de 1837, sirviendo desde entonces como cementerio a 'los fronterizos e indios cristianos' que prestaban protección a los misioneros, mientras que al occidente de las ruinas los indígenas tenían otro cementerio. Contigua a las ruinas se levantó otra casa misional, así como edificios de madera de apoyo a la misión.
Entre los años 1867 y 1869 el ingeniero Francisco Vidal Gormaz, realizó trabajos de exploración de los afluentes del Río Valdivia encomendados por el Gobierno de Chile, llegando a Quinchilca a través del tramo del camino real desde Antilhue. Vidal Gormaz identifica el vado del río Quinchilca a 500 metros de su confluencia con el río Calle Calle o San Pedro, y según esta explorador el antiguo nombre mapuche del Río San Pedro habría sido "Jeoncheco". El vado en este punto se perdía durante los meses de invierno durante las crecidas se debía optar por el camino del vado de Ruca Ñanco Rignalí frente a Los Ciruelos. Siempre el paso de estos vados requería ser acompañado por un guía local.
De acuerdo a Vidal Gormaz, desde la Misión de Quinchilca salía el camino real hacia la reducción indígena de Puconu pasando por San Pedro, lugar donde se encontraba un vado del río San Pedro hacia Cullincahuín. Según su descripción, desde Puconu solían bajar canoas por el río pero no podían subir. El otro camino que salía de la Misión de Quinchilca bordeaba la ribera norte del río Quinchilca pasando por Puñaco hasta Puante y desde ahí llegaba hasta Huidif y Riñihue. Durante la visita de Vidal Gormaz, el misionero a cargo de la misión era el padre capuchino Constantino Boire que ejercía en estas localidades hacía 22 años (desde 1847). Dadas las buenas relaciones que existían con la reducción indígena de Panguipulli, Vidal Gormaz popone en su informe al Gobierno su traslado a esa localidad con la finalidad de poder penetrar hasta el Lago Villarrica. Durante esta visita también se deja constancia sobre la presencia en el terreno de restos del antiguo fuerte español, así como de su foso circundante.

## Turismo
Aquí se encuentra la misión de Quinchilca, su iglesia neoclásica restaurada y el viejo cementerio de los misioneros capuchinos a corta distancia. Se pueden apreciar también las ruinas de la antigua casa misional construida en piedra, así como formaciones en el terreno atribuidas al antiguo fuerte español. En esta localidad no existen servicios de alojamiento registrados.

## Accesibilidad y transporte
A esta localidad se accede a través de la Ruta T-39 que a esta localidad a 8,2 km de la ciudad de Los Lagos y a 50,2 km de Panguipulli.